# نرپیو

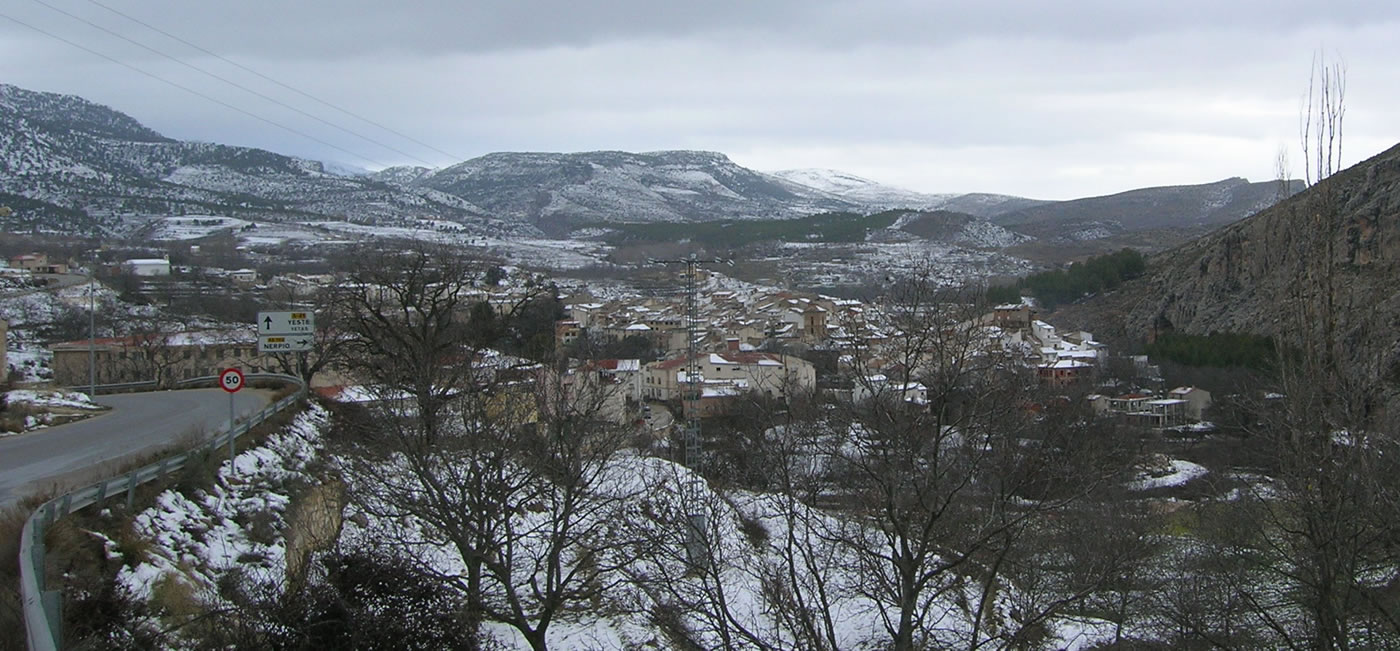
نمایی از دهستان نرپیو در استان آلباستهٔ اسپانیا - ۲۰۰۶

نرپیو دهستانی در استان آلباستهٔ اسپانیا است.
در این دهستان ۱۶۳۹ نفر زندگی می‌کنند. مساحت این دهستان ۴۳۵٫۸۶ کیلومتر مربع است.